# 戈克州
戈克州（英語：Gok）是南蘇丹曾经的一个州，位於該國中部。人口431,230人（2014年），首府奎贝特（Cueibet），下轄6郡。

## 郡
下轄6郡：
- Cueibet
- Abiriu
- Duony
- Waat
- Anyar Nguan
- Malou-Pech